# Frank Deville
Frank Deville (12 augustus 1970) is een voormalig voetballer uit Luxemburg. Hij speelde als middenvelder gedurende zijn carrière. Deville beëindigde zijn loopbaan in 2003 bij F91 Dudelange. Zijn zoon Maurice (1992) maakte in 2011 zijn debuut voor de nationale ploeg van Luxemburg.

## Interlandcarrière
Deville kwam in totaal 35 keer (geen doelpunt) uit voor de nationale ploeg van Luxemburg in de periode 1991-2001. Onder leiding van bondscoach Paul Philipp maakte hij zijn debuut op 14 februari 1995 in de vriendschappelijke uitwedstrijd tegen Israël (4-2), net als middenvelder Sacha Schneider (CS Grevenmacher). Zijn 35ste en laatste interland speelde Deville op 16 oktober 2002 in Luxemburg (stad) tegen Roemenië (0-7).

## Erelijst
Swift Hesperange
- Beker van Luxemburg

1990